# Calosoma haydeni
Calosoma haydeni (лат.) — вид жуков-жужелиц из подсемейства жужелиц. Распространён в Мексики и США (Аризона, Колорадо, Нью-Мексико и Техас). Населяют луга и пастбища в горах и нагорьях на высоте 2300—2500 метров над уровнем моря. Особи активны в ночное время суток, днём прячутся под камнями и в гуще растительности. Жуки являются хищниками, которые охотятся на гусениц и куколок чешуекрылых. Жуки номинативного подвида (длиной 21—23 мм) встречаются на севере ареала — США; C. h. punctulicolle (22—28 мм) — южный подвид — на севере Мексики.